# 사면권
사면권(赦免權)은 범죄를 용서하여 형벌을 면제해주는 대통령의 권한이다.

## 사면의 법적근거

### 사면의 헌법적근거
대한민국헌법
제79조
①대통령은 법률이 정하는 바에 의하여 사면·감형 또는 복권을 명할 수 있다.
②일반사면을 명하려면 국회의 동의를 얻어야 한다.
③사면·감형 및 복권에 관한 사항은 법률로 정한다.

### 사면의 법률적근거
사면법
제5조(사면 등의 효과)
① 사면, 감형 및 복권의 효과는 다음 각 호와 같다.
1. 일반사면: 형 선고의 효력이 상실되며, 형을 선고받지 아니한 자에 대하여는 공소권(公訴權)이 상실된다. 다만, 특별한 규정이 있을 때에는 예외로 한다.
2. 특별사면: 형의 집행이 면제된다. 다만, 특별한 사정이 있을 때에는 이후 형 선고의 효력을 상실하게 할 수 있다.
3. 일반(一般)에 대한 감형: 특별한 규정이 없는 경우에는 형을 변경한다.
4. 특정한 자에 대한 감형: 형의 집행을 경감한다. 다만, 특별한 사정이 있을 때에는 형을 변경할 수 있다.
5. 복권: 형 선고의 효력으로 인하여 상실되거나 정지된 자격을 회복한다.
② 형의 선고에 따른 기성(旣成)의 효과는 사면, 감형 및 복권으로 인하여 변경되지 아니한다.
[전문개정 2012.2.10.]

사면법
제20조(상신 신청의 기각)
① 법무부장관은 특별사면, 특정한 자에 대한 감형 또는 복권 상신의 신청이 이유 없다고 인정할 때에는 그 사유를 검찰총장에게 통지한다.
② 검찰총장은 제1항에 따라 통지받은 사유를 관계 검찰청의 검사, 교정시설의 장 또는 사건 본인에게 통지하여야 한다.
[전문개정 2012.2.10.]
사면법
제23조(교정시설의 장 등에의 통지)
① 검사는 집행정지 중 또는 가출소(假出所) 중에 있는 자에 대한 사면장, 감형장 또는 복권장을 접수하였을 때에는 그 사실을 사건 본인이 수감되어 있던 교정시설의 장과 감독 경찰관서에 통지하여야 한다.
② 검사는 집행유예 중에 있는 자가 특별사면 또는 감형되거나 복권된 경우에는 그 사실을 감독 경찰관서에 통지하여야 한다.
[전문개정 2012.2.10.]
사면법
제21조(사면장 등의 송부)
법무부장관은 대통령으로부터 특별사면, 특정한 자에 대한 감형 또는 복권의 명이 있을 때에는 검찰총장에게 사면장(赦免狀), 감형장 또는 복권장을 송부한다.
[전문개정 2012.2.10.]
사면법
제22조(사면장 등의 부여)
검찰총장은 사면장, 감형장 또는 복권장을 접수하였을 때에는 관계 검찰청의 검사를 거쳐 지체 없이 이를 사건 본인에게 내준다. 이 경우 사건 본인이 수감되어 있을 때에는 교정시설의 장을 거친다.
[전문개정 2012.2.10.]
사면법
제24조(사면장 등 부여의 촉탁)
① 사건 본인이 형의 집행을 지휘한 검찰청의 관할구역이 아닌 곳에 거주하는 경우에는 사면장, 감형장 또는 복권장의 부여를 그의 거주지를 관할하는 검찰청의 검사에게 촉탁(囑託)할 수 있다.
② 제1항의 경우에 제23조에 따른 통지는 촉탁받은 검찰청의 검사가 한다.
[전문개정 2012.2.10.]
사면법
제26조(사면장 등 부여의 보고)
검사가 사면장, 감형장 또는 복권장을 사건 본인에게 내주었을 때에는 지체 없이 법무부장관에게 보고하여야 한다.
[전문개정 2012.2.10.]
사면법
제27조(군사법원에서 형을 선고받은 자의 사면 등)
군사법원에서 형을 선고받은 자에 대하여는 이 법에 따른 법무부장관의 직무는 국방부장관이 수행하고, 검찰총장과 검사의 직무는 형을 선고한 군사법원에서 군검사의 직무를 수행한 군법무관이 수행한다.  <개정 2016.1.6.>
[전문개정 2012.2.10.]

## 참고자료
- 사면권(두피디아백과사전)

- 대한민국헌법(국가법령정보센터)

- 사면법(국가법령정보센터)